# Edmund S. Phelps
Edmund Strother Phelps (Evanston, Illinois, 26 de julio de 1933) es un economista estadounidense.
Hizo sus estudios en la Universidad de Yale y actualmente es profesor en la Universidad de Columbia en EE. UU. En el año 2006 fue laureado con el Premio del Banco de Suecia en Ciencias Económicas en memoria de Alfred Nobel, por sus aportes en el análisis sobre las compensaciones internacionales en las políticas macroeconómicas.

## Biografía
Edmund Phelps nació en 1933 en Chicago, pero creció y fue a la escuela en Hastings-on-Hudson, Nueva York, donde se mudó su familia cuando él tenía 6 años. En 1951 fue al Amherst College. Siguiendo el consejo de su padre, Phelps comenzó su primer curso de economía en su segundo año en Amherst. El curso fue impartido por James Nelson y estaba basado en un libro de texto de Paul Samuelson. A Phelps le impresionó la posibilidad de aplicar el análisis formal a uno de sus antiguos intereses, los negocios. También empezó a preocuparse pronto por los problemas no resueltos y los defectos de la teoría existente, como el hueco que había entre la microeconomía y la macroeconomía.
Después de recibir el título en Amherst en 1955, Phelps fue a la Universidad de Yale a cursar sus estudios universitarios. Allí tuvo como profesores a algunos de los mejores economistas, como los ganadores del Premio del Banco de Suecia en Ciencias Económicas en memoria de Alfred Nobel, James Tobin y Thomas Schelling, y fue compañero de Arthur Okun. También fue fuertemente influenciado por William Fellner y Henry Wallich, quienes ponían gran énfasis en las expectativas de los agentes en sus cursos. Phelps recibió su doctorado en Yale en 1959. Su disertación, basada en una idea de Tobin, mostró que los shocks de demanda tienen mayor influencia que los shocks de coste en la correlación entre cambios en precios y en producción.
Después de recibir su doctorado, Phelps fue a trabajar como economista para la RAND Corporation. Sin embargo, Phelps volvió al mundo académico, sintiendo que en RAND (compañía dedicada la investigación en defensa) no podía seguir en el campo de investigación que más le interesaba, la macroeconomía. Así, al año siguiente, en 1960, aceptó un cargo de investigación en la fundación Cowles a la vez que daba clases en Yale. En la fundación Cowles, su investigación estaba orientada en el modelo de crecimiento exógeno, siguiendo el trabajo de Robert Solow. Como parte de su investigación, Phelps publicó en 1961 su famoso trabajo La regla de oro de la acumulación del capital (The Golden Rule of Capital Accumulation), una de sus mayores contribuciones a la ciencia económica. También escribió artículos sobre otras áreas de la teoría económica, como la economía monetaria o la equivalencia ricardiana y su relación con el crecimiento óptimo.
Trabajar en la fundación Cowles dio a Phelps la oportunidad de relacionarse con otros economistas de alto nivel que trabajaban en la teoría del crecimiento, como David Cass o Tjalling Koopmans. También durante el curso 1962-63 Phelps visitó el MIT, donde estuvo en contacto con los futuros ganadores del Premio del Banco de Suecia en Ciencias Económicas en memoria de Alfred Nobel, Paul Samuelson, Robert Solow y Franco Modigliani.
En 1966, Phelps dejó la Universidad de Yale por la Universidad de Pensilvania, donde ocupó una plaza como profesor de economía. En esta universidad, la investigación de Phelps se centró principalmente en el vínculo entre empleo, ajuste de los salarios e inflación, llegando a su influyente publicación Dinámica dinero-salarios y equilibrio del mercado de trabajo (Money-Wage Dynamics and Labor Market Equilibrium). Esta investigación contribuyó al entendimiento de la curva de Phillips en la microeconomía, incluyendo el papel de las expectativas (en la forma de expectativas adaptativas) e información imperfecta en el ajuste de salarios y precios. También presentó el concepto de tasa natural de desempleo y mostró que el equilibrio en el mercado de trabajo es independiente de la tasa de inflación, de esta forma no hay relación a largo plazo entre desempleo e inflación. Esta observación tiene una importante implicación en la política keynesiana de demanda, ya que muestra que sólo tiene un efecto transitorio y no se puede utilizar para el control a largo plazo de la tasa de desempleo en la economía. En enero de 1969, Phelps organizó en Pensilvania una conferencia en apoyo a la investigación en los fundamentos que determinan la inflación y el empleo. Los apuntes de esta conferencia se publicaron al año siguiente en el libro Fundamentos Microeconómicos de la teoría del empleo y la inflación (Microeconomic Foundations of Employment and Inflation Theory), que tuvo una fuerte y duradera influencia, haciéndose conocido como el «volumen Phelps». Durante este periodo, junto con la investigación en la curva de Phillips, Phelps también colaboró con otros economistas en una investigación sobre el crecimiento económico, los efectos de la política monetaria y fiscal y el crecimiento óptimo de la población.
El 1 de junio de 2018 ingresa en la Real Academia Europea de Doctores, en una celebración llevada a cabo en la ciudad de Barcelona.
En junio de 2020, firmó el llamamiento internacional a favor de la economía púrpura («Por un renacimiento cultural de la economía») publicado en El País, Corriere della Sera y Le Monde.

## Premio del Banco de Suecia en Ciencias Económicas en memoria de Alfred Nobel
En su anuncio, la Real Academia de las Ciencias de Suecia dijo que el trabajo de Phelps había hecho "profundizar nuestro entendimiento de la relación entre los efectos a corto y largo plazo de la política económica".